# Rua da Igreja (Póvoa de Varzim)
A Rua da Igreja, historicamente denominada Rua da Praça, é uma rua no centro histórico da Póvoa de Varzim, no Bairro da Matriz. Nesta antiga rua encontram-se a Igreja Matriz da Póvoa de Varzim e os antigos paços do concelhos. Foi onde funcionou primitivamente o mercado diário da Póvoa de Varzim.

## História
Nas imediações da Rua da Praça situavam-se os primitivos Paços do Concelho na Praça Velha, hoje parte da Rua da Conceição, que ali se governava o concelho desde a primeira metade do século XVI ou mesmo antes. A Praça Velha está na origem do topónimo da rua.
A capela da Madre de Deus, que se localizava no gaveto com a Rua Madre de Deus, foi edificada, possivelmente, antes de 1521 por João pelo nobre João Gomes Gaio, pai do cavaleiro João Martins Gaio, ligado ao tráfego marítimo de Vila do Conde, que se tinha fixado no centro da Póvoa por ser onde mais facilmente recrutava homens. Esta família nobre e influente terá sido relevante para os benefícios que a Póvoa recebe na época. João Martins Gaio e sua mulher, Maria Afonso, e os administradores da capela, como o seu filho, Jorge Martins Gaio, receberam autorização para serem sepultados na ermida "com o brazão d'armas na pedra, por licença do arcebispo de Braga Primaz o venerando D. fr. Barthelomeu dos Martires, dada em visita na villa d'Espozende a 13 de Janeiro de 1560." Foi local de culto bastante popular por se situar no centro da vila, mais procurada que a própria Igreja Matriz, a ancestral ermida da Mata, no Largo das Dores. Como a capela estava no centro da vila, local seguro ao contrário da Igreja Matriz, o juiz ordinário, vereadores e povo pedem ao arcebispo de Braga em 1544, uma "licença para collocarem em sacrario o Sanctissimo Sacramento", o que foi concedido, o que leva à realização da procissão do Corpo de Deus (Corpus Christi), onde são obrigados a participar os clérigos de Beiriz, Amorim, Terroso e Estela a partir de 1591, e os de Laundos, Navais e Argivai a partir de 1625, originando protestos por parte de Vila do Conde em 1637. Freguesias circunvizinhas que irão ser integradas no concelho da Póvoa depois das reformas liberais de 1836. A Capela da Madre Deus foi demolida no século XIX para alargamento de rua.

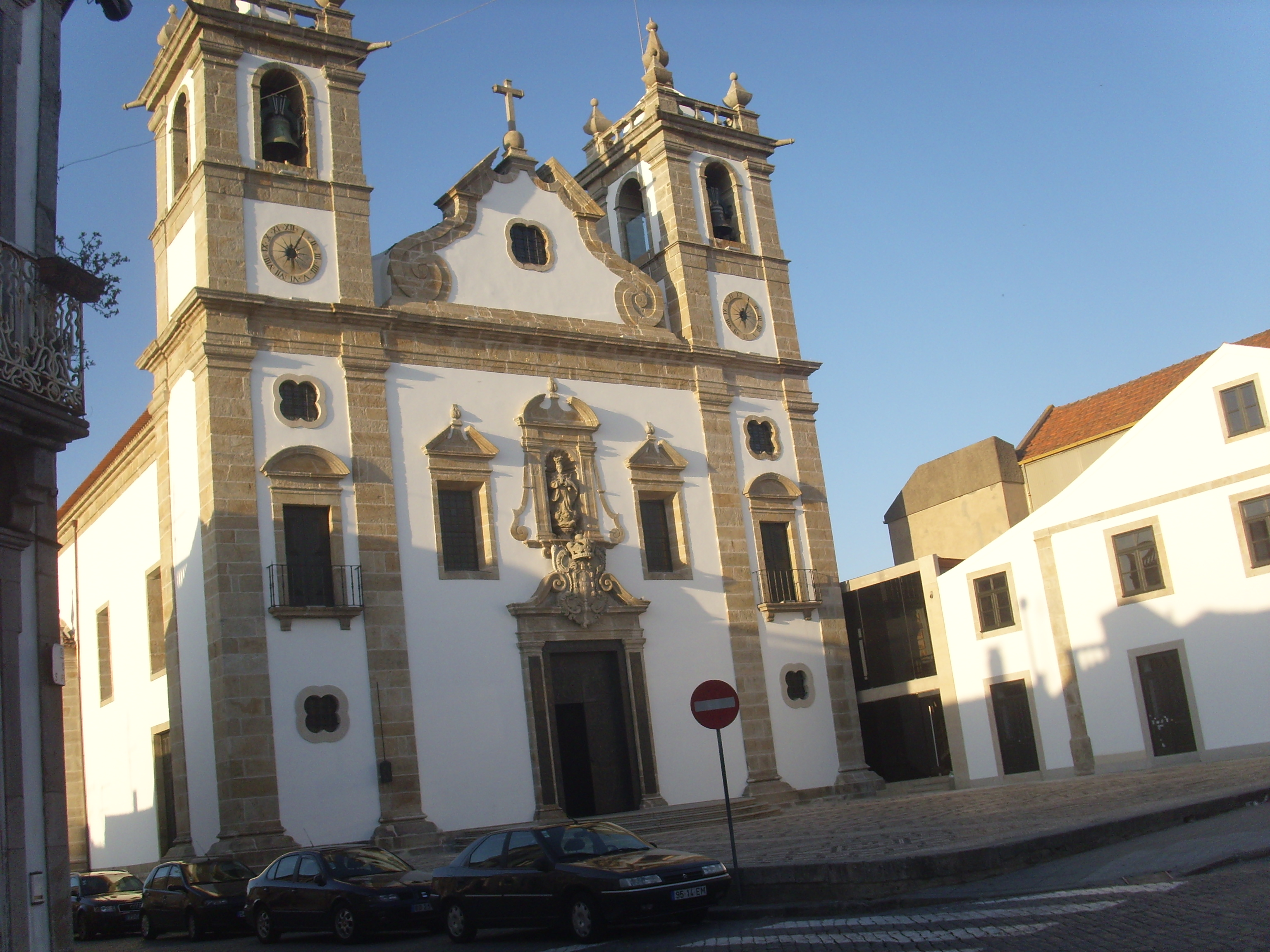
A barroca Matriz é um dos monumentos de maior valor artístico na Póvoa de Varzim.

A prosperidade da Póvoa de Varzim leva à edificação do novo edifício dos Paços do Concelho em 1713, junto ao largo da Praça, com um amplo terreiro. O Tenente Francisco Felix da Veiga Leal em 1758 nota que é "muito boa casa da camara com as armas da villa pintadas no tecto da sala das audiencias. Das mesmas armas uzam no seu estandarte do senado, que sahe nas funcções d'elle, e na parede da fronteira exterior tem as armas Reaes. E esta casa, parte d'ella, formada sobre seis arcos com seus portes d' esquadria, e debaixo d' elles ficam as grades das duas enxovias." Em 1743, começou a ser construída a nova Igreja Matriz da Póvoa de Varzim ao lado da Casa da Câmara, demonstrando a aliança da Câmara poveira com a Arquidiocese de Braga, útil para as disputas territoriais que mantinha com Barcelos. A Câmara ao ser Comissão fabriqueira da Igreja Matriz, e ao desenvolver esforços para a manutenção e ampliação da antiga matriz, a Igreja de Santa Maria de Varzim, assim como para a construção da nova matriz, gozava de especiais privilégios concedidos pelos arcebispos de Braga. O juiz da Câmara era também juiz da igreja. Em 1610, já se verificavam esses privilégios que se tornam tradição a respeitar, mesmo que fossem contra as ordens emanadas (Capítulos) da própria arquidiocese.
A nova igreja era de grandes dimensões e elevado valor artístico para uma pequena comunidade que crescia. Com a nova igreja, a comunidade paroquiana expande-se e a ela acorria agora também os paroquianos de Amorim ou de Terroso, onde apenas existiam pequenas ermidas.
No final do século XVIII notava-se que os Paços do Concelho eram muito pequenos para uma urbe em expansão, e para além de Casa da Câmara, servia de tribunal judiciário e cadeia. Com a provisão régia por D. Maria I em 1791 é criada a Praça Nova onde é edificado um monumental paços dos concelhos, a presente Câmara Municipal da Póvoa de Varzim. Os velhos paços tiveram posteriormente várias funções, foi escola, auto-mercado e hoje em dia é uma padaria e o seu estilo foi modificado ao longo do tempo.

## Morfologia urbana
A Rua da Igreja inicia-se na Casa dos Limas (Arquivo Municipal) e no cruzamento com a rua de São Pedro e a rua da Conceição, achamos os antigos Paços do Concelho, em frente a uma casa seiscentista e Igreja Matriz da Póvoa de Varzim (1757), a principal igreja da cidade.
Na Rua da Igreja, um pouco para nascente da Matriz, encontra-se um solar com capela, a Casa Capitão Leite Ferreira (século XVIII). A capela denominada de S. Sebastião, foi reedificada pelo padre Francisco Leite de Morais, juiz ordinário e cavaleiro da Ordem de Cristo. A capela reabriu ao culto em Janeiro de 1885.

### Património
- Antigos Paços do Concelho
- Igreja Matriz da Póvoa de Varzim
- Casa do piloto-mor António Cardia (casa seiscentista no n.º 28)
- Casa e Capela de São Sebastião no n.º 38 (Casa do Capitão Leite Ferreira / Solar dos Machados)
- Casa dos Limas (Arquivo Municipal da Póvoa de Varzim) pela Rua do Visconde
- Solar dos Carneiros (Museu Municipal da Póvoa de Varzim) pela Rua do Visconde